# María de Zayas
María de Zayas y Sotomayor (* September 1590 in Madrid; † nach 1647, vermutlich ebenda) war eine spanische Schriftstellerin des Siglo de Oro. Ihre Kurzromane waren sehr erfolgreich und wurden immer wieder neu aufgelegt, bis die Inquisition sie im 18. Jahrhundert verbot. Zusammen mit Ana Caro de Mallén und Juana Inés de la Cruz war sie eine der drei großen Schriftstellerinnen des 17. Jahrhunderts in Spanien. Sie gilt als eine der Vertreterinnen des vormodernen Feminismus in Spanien.

## Leben
María de Zayas wurde am 12. September 1590 in der Pfarrkirche San Sebastián in Madrid getauft. Ihre Eltern, Fernando de Zayas y Sotomayor und María Catalina de Barrasa gehörten dem niederen Adel an. Der Vater war Hauptmann der Infanterie und wurde 1628 in den Santiagoorden aufgenommen. In den Diensten von Fernando Ruiz de Castro, Graf von Lemos, stehend war die Familie ständigen Umzügen ausgesetzt, was sich in Marias Werk widerspiegelte. Sie waren in Neapel, als der Graf dort Vizekönig war. Ansonsten ist wenig über ihr Leben bekannt.
Sie war mit der Schriftstellerin Ana Caro de Mallén befreundet, mit der sie in Madrid gelebt haben soll. Im Zusammenhang mit den Veröffentlichungsorten ihrer Werke und Erwähnungen in Texten anderer Dichter kann man über Aufenthalte in anderen Städten spekulieren: Der erste Teil der Novelas ejemplares y amorosas (1637) wurde in Saragossa veröffentlicht, der zweite Teil Parte segunda del sarao y entretenimiento honesto (desengaños amorosos) zehn Jahre später wieder in Madrid. Aus Anspielungen auf de Zayas im Vexamen de 15 de marzo de 1643 von Francesc Fontanella aus Barcelona, lassen sich Aufenthalte in Sevilla oder Granada oder sogar in Barcelona selbst schließen. Andere Daten, die sich auf den Nachdruck einiger ihrer Werke beziehen, lassen die Vermutung zu, dass sie entweder um 1647 nach Barcelona zurückkehrte oder nie weggegangen ist.
Andere persönliche Daten sind noch zweifelhafter und stützen sich auf angebliche autobiografische Anspielungen in den veröffentlichten Texten der Autorin. Sie beschäftigen sich vorzugsweise mit ihrem Feminismus, der in dem Maße, wie er in vormoderner Zeit möglich war, an sich aber unbestritten ist. Daraus wurde eine persönliche Enttäuschung oder eine Ablehnung des Machismo gefolgert. In jedem Fall prangert sie die Unterdrückung der Frauen und die Behandlung durch die Männer an.
Ab 1647 gibt es keine Informationen mehr über sie, keine neuen Veröffentlichungen, nur Nachdrucke. Es gibt keine Gewissheit über den Ort und das Datum ihres Todes, obwohl es zwei Sterbeurkunden auf den Namen María de Zayas gibt, eine vom 19. Januar 1661 und die andere vom 26. November 1669, die aber beide nicht wirklich passen.

## Werk
Der erste Teil ihrer Novelas amorosas y ejemplares (Saragossa, 1637), auch als „Spanisches Dekameron“ bezeichnet, besteht aus zehn höfischen Geschichten, in denen sie die oberen Gesellschaftsschichten ihrer Zeit analysiert, wobei der Einfluss von Miguel de Cervantes erkennbar ist.
Aus dem Decamerone von Giovanni Boccaccio übernimmt sie den erzählerischen Rahmen: das Zusammentreffen einiger Figuren aufgrund einer Krankheit, die im Laufe von fünf Nächten jeweils zwei Romane von großer Offenheit erzählen. Statt der Pest ist aber eine Art Fieber (cuartanas), das die Protagonistin hat und das zur Rolle der Frauen in der Rahmenhandlung beiträgt,
Im Gegensatz zu anderen zeitgenössischen Romanciers versucht sie nicht, höfischen Witz zu zeigen, indem sie ihren Stil durch für das Siglo de Oro typische schwulstige Erweiterungen und Verzierungen verkompliziert, und sie gibt sich auch nicht als Moralistin im Predigtstil von Mateo Alemán aus. Sie ist mehr an der erzählerischen Ausführung und der psychologischen Beschreibung der Figuren und der Umgebung, in der sie sich bewegen, interessiert. Darüber prangert sie soziale Ungerechtigkeiten an gibt wie wenige andere die verheerenden und bedrückenden Auswirkungen der Leidenschaft wider.
Die zweite Reihe trägt den Titel Novelas y saraos (Barcelona, 1647) und Parte segunda del Sarao’ y entretenimientos honestos (1649), die unter dem Titel Desengaños amorosos< neu aufgelegt wurden. Sie unterscheidet sich von der ersten nur dadurch, dass sie die Härte und Rauheit der Geschichten erhöht.
María de Zayas verfasste auch eine Komödie, La traición en la amistad, und einige ihrer Gedichte sind in verschiedenen Anthologien sowie in der Fama Póstuma erhalten, in der Juan Pérez de Montalbán Lobeshymnen aus der Welt der Kultur für den kürzlich verstorbenen Lope de Vega sammelte.
Der wesentliche Wert von de Zayas liegt in der Stärke ihrer erzählerischen Kreationen und ihrer flexiblen Prosa, die absolut frei von den üblichen moralischen Elementen ist, die die anderen Autoren ihrer Zeit belasten. Sie ist am ehesten vergleichbar mit Miguel de Cervantes, so dass sie mit Recht als die „zweitbeste reine Erzählerin“ ihrer Zeit in Bezug auf Frische und Neuheit bezeichnet werden kann. Sie schöpft aus ihrer Zeit eine morbide Vorliebe für Gewalt, Grausamkeit, Magie und Zauberei, aber sie trennt sich davon durch ihre Interpretation, die in ihrem Fall weniger eine Moral als die Strafe ist, die sich aus dem Sachverhalt selbst ergibt.
Am meisten überraschend, ist die ungewöhnliche Leichtigkeit, mit der sich die Frauenfiguren sexuell und in der Liebe verhalten: von der einen, die einem Mann nachstellt, den sie auf dem Balkon sieht, bis zu der anderen, die einen schwarzen Liebhaber im Stall festhält, bis sie ihn „vor zahllosen Ehebrechern“ sexuell verschlingt. Nicht umsonst verbot die Inquisition im 18. Jahrhundert den Nachdruck ihrer Romane. Es gibt zwar Frauen, die wegen ihrer Freizügigkeit ein schlechtes Ende nehmen, aber das sind nicht alle
María de Zayas kritisiert die damaligen Vorstellungen von Ehre und Tugend, die ihrer Meinung nach für Frauen schädlich waren. So sagt eine der Frauen zu einem Galan, der seinen Wunsch verkündet, eine einfache und ehrenhafte Frau zu finden:

„Text Y ¿cómo sabrá ser honrada la que no sabe en qué consiste el serlo?“

„Und wie kann jemand, der nicht weiß, was es heißt, ehrlich zu sein, wissen, wie man ehrlich ist?“

In der zweiten Reihe von Erzählungen geht es um Desillusionierung, die manchmal eine fast metaphysische Frustration über die Unmöglichkeit eines loyalen und harmonischen Zusammenlebens der Geschlechter widerspiegelt. In der Liebe gibt es keine Würde:

„¿Es posible que con tantas cosas como habéis visto y oído no reconozcáis que en los hombres no dura más la voluntad que mientras dura el apetito, y en acabándose, se acabó?“

„Ist es möglich, dass du bei so vielen Dingen, die du gesehen und gehört hast, nicht erkennst, dass der Wille im Menschen nur so lange währt, wie der Appetit anhält, und wenn er vorbei ist, ist er vorbei?“

Die Frau in den Erzählungen tritt am Ende der Romane in ein Kloster ein und es wurde spekuliert, dass das vielleicht auch der Weg der Autorin selbst war.

## Feministische Interpretation
Zeitlich vor dem Beginn des Feminismus im engeren Sinne gelegen, wurde sie dennoch von diversen Autorinnen unter feministischen Gesichtspunkten diskutiert. Bereits 1922 schrieb Lena E. V. Sylvania in ihrer Studie über María de Zayas ein ganzes Kapitel über Feminismus. 1976 zählte Frederick A. de Armas María de Zayas zu den feministischen Autorinnen, die sich des „Mythos der unsichtbaren Frau“ (Luise F. Pusch) bedienten.
Andrea Blanqué, die Sandra Foa zitiert, verortet das Werk von María de Zayas „vormoderne Frauenfeindlichkeit-Feminismus“-Polemik.
Auch María José Martínez Girón, die María de Zayas für eine leidenschaftliche Feministin hält, erklärt, dass sie auf die Beschränkungen aufmerksam machen wollte, die die Gesellschaft ihrer Zeit den Frauen auferlegte.
Rosa Navarro Durán analysiert in María Zayas’ Werk die Beschreibungen weiblicher Schönheit und Lieblichkeit in Bezug darauf, wie diese Schönheit zur Ursache aller sozialen Übel gemacht wurde.
Rosangela Schardong stellt fest, dass Zayas die erste theoretisierende Feministin ist, die sich bewusst zur Situation des weiblichen Geschlechts in Spanien äußert.
Oliva Blanco Corujo hebt ihrerseits im Werk von María de Zayas die Aspekte hervor, in denen sie die Ungerechtigkeit der mangelnden Bildung von Frauen anprangert:

„Porque las almas no son hombres ni mujeres. ¿Qué razón hay para que ellos sean sabios y nosotras no podamos serlo?“

„Da Seelen weder Männer noch Frauen sind, welchen Grund gibt es für sie, gebildet zu sein, und für uns, nicht gebildet zu sein?“

Nieves Baranda zufolge war sich de Zayas „ihres Status als Frau und Schriftstellerin voll bewusst, sie erlangte Anerkennung in den literarischen Kreisen ihrer Zeit und ermutigte Frauen, das Recht auf Kultur einzufordern. Die Protagonisten ihrer Romane (kultiviert, mutig, aktiv, intelligent) stellen alle negativen Stereotypen in Frage, die in der Literatur der damaligen Zeit üblich waren“. Zusammen mit Ana Caro de Mallén sei sie das beste Beispiel für professionelle Schriftstellerinnen im Siglo de Oro. Da sie veröffentlichen wollte, wählte sie das beste Genre dafür, den Roman.
Anna Caballé weist schließlich in ihrer Arbeit über den Feminismus in Spanien darauf hin, dass der Prolog der ersten Sammlung von Erzählungen, die 1637 veröffentlicht wurde, als erstes feministisches Manifest in Spanien betrachtet werden könnte, da es sich „eindeutig“ um einen Text handele, der das Recht der Frauen auf Wissen verteidigt.

## Nachleben
1983 und 1984 strahlte Televisión Española die Serie El jardín de Venus aus, deren Episoden auf erotischen Geschichten von María de Zayas basierten. Die Haupthandlung spielt im 19. oder frühen 20. Jahrhundert: Einige Kurgäste treffen sich jeden Nachmittag in einem Garten, um sich Geschichten erzählen zu lassen, die allerdings in einer anderen Zeit spielen.